# رندی ساموئل
رندی ساموئل (انگلیسی: Randy Samuel; ۲۳ دسامبر ۱۹۶۳) بازیکن فوتبال اهل کانادا بود.
از باشگاه‌هایی که در آن بازی کرده‌است می‌توان به باشگاه فوتبال پورت ویل، باشگاه فوتبال ولندام، باشگاه فوتبال فورتونا سیتارد، باشگاه ورزشی پی‌اس‌وی آیندهوون، و باشگاه فوتبال مونترال اشاره کرد.
وی همچنین در تیم‌های ملی فوتبال زیر ۱۸ سال کانادا و کانادا بازی کرده‌است.